# 維奧茲山
46°24′6″N 10°37′59″E / 46.40167°N 10.63306°E

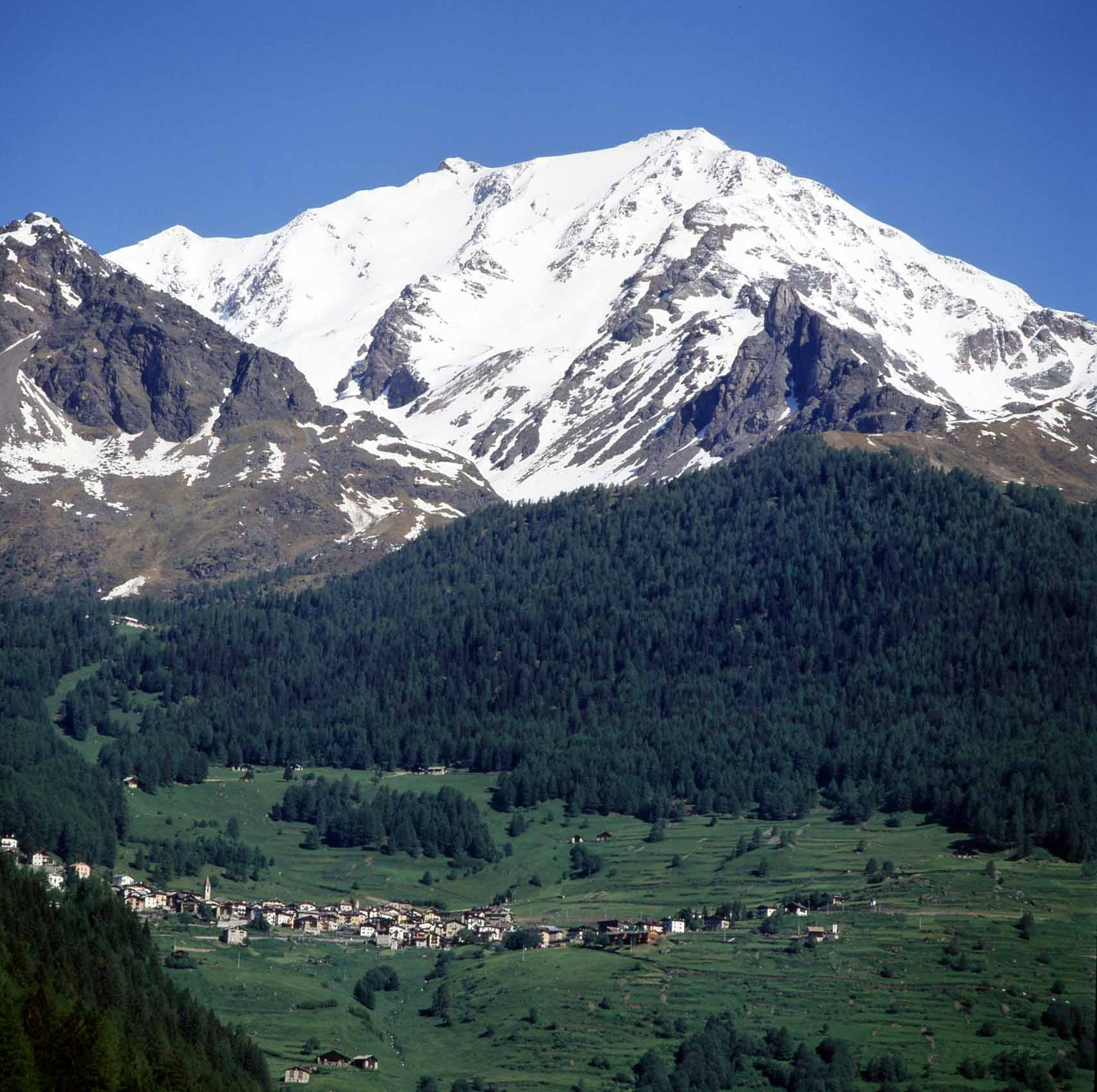

維奧茲山（義大利語：Monte Vioz），是意大利的山峰，位於該國北部，處於倫巴第大區和特倫托自治省接壤的邊界，屬於奥特莱斯山的一部分，海拔高度3,645米，每年平均降雨量1,357毫米。